# Гросман, Виталий Тимофеевич
Вита́лий Тимофе́евич Гро́сман (нем. Witali Grossmann, 5 января 1963 года, Соликамск, Пермская область, РСФСР, СССР — 20 февраля 2005 года, Фрайбург-им-Брайсгау, Баден-Вюртемберг, Германия) — советский и немецкий хоккеист.

## Биография
Родился в 1963 году в Соликамске. Воспитанник местной хоккейной команды «Металлург» (первый тренер А. И. Горбунов), созданной при Соликамском магниевом заводе.
В 1980 году переехал в Кирово-Чепецке, где стал выступать за местный хоккейный клуб «Олимпия». В 1984 году был приглашён в ижевскую «Ижсталь», где провёл 7 сезонов, забросив в 408 играх 176 шайб и отдав 117 результативных передач. В чемпионате СССР в сезонах 1988/1989, 1989/1990, 1990/1991 был самым результативным игроком клуба.
В 1991 году уехал на родину предков в Германию и в дальнейшем выступал за немецкие клубы «Ратинген Лёвен» (1991—1994), «Кассель Хаскис» (1994—1996), «Фрайбург» (1996—2001).
Закончил игровую карьеру в 2001 году, остался жить в Германии. Страдал от алкоголизма. Попал а автокатастрофу, по мнению Сергея Викулова она стала попыткой суицида. 20 февраля 2005 года был найден мёртвым в своей квартире в городе Фрайбург-им-Брайсгау.

## Память
В память о Виталии Гросмане в городе Ижевске решением Министерства спорта Удмуртии проводятся ежегодные детские турниры по хоккею с шайбой.